# Sabak
Sabak, officieel Sabak Bernam is een plaats en gemeente (majlis daerah; district council) in de Maleisische deelstaat Selangor.
De gemeente telt 46.000 inwoners en is de hoofdplaats van het district Sabak Bernam.